# جنبش مردمی برای رفاه و عدالت
جنبش مردمی برای رفاه و عدالت (انگلیسی: People's Movement for Justice and Welfare) جنبشی سیاسی در دانمارک است که در ۲۱ دسامبر سال ۲۰۰۶ توسط اعضای سابق حزب پیشرو دانمارک تأسیس شده است.
این جنبش برای حقوق اساسی مردم دانمارک کار می‌کند تا فرصت‌های پیشرفت برای شهروندان این کشور و امنیت جامعه و افراد آن بیشتر شود.
روزنامه این جنبش داگنز دانمارک (دانمارک امروز) است.

## رهبران
کریستین هرکیلد (Kristian Poul Herkild) ۲۱ دسامبر ۲۰۰۶–۲۰۱۴